# Сумер
Сумѐр е село в Северозападна България. То се намира в община Монтана, област Монтана.

## География
Селото се намира на разклона между градовете Враца, Монтана и Вършец на международен път Е79 на 24 км от Враца на 12 км от Монтана и на 19 км от гр. Вършец, прочут с лековитите си минерални извори в полите и предбалкана на Стара Планина. До гр. София са 130 км. Сумер е разположен на двата бряга на река Шугла богата на дребни кефалови риби, клен, кротушка, черна мряна, уклей, рядко каракуда вливаща се в р. Огоста и наброява около 550 къщи с около 260 души население. Над селото има останки на основи от древна крепост, а в района му и запазен изцяло римски мост. Основен поминък на населението е земеделие.

## История
Има няколко легенди за името на селото. Сумер е и турско мъжко име.
През лятото на 1950 година, в разгара на колективизацията, в селото действа активна горянска група.

## Религии
Религията в селото е християнска.

## Културни и природни забележителности
В поречието на реката над селото на скалите в местността Лискаро гнездят няколко двойки черни щъркели. Над село Сумер има останки от Римска крепост, а в близост до селото в местността Елен над р. Шугла и изцяло запазен Римски мост (Йолин мост).
До 1975 г. селото е прочуто с духовия си оркестър „Сумерската музика“. Ловната дружинка в селото е с големи традиции и води началото си от 1932 г.
В селото има цех за производсто на вафли както и складове за гранитогрес.

## Редовни събития
Съборът на село Сумер се провежда ежегодно на 7 ноември.